# 아시아나항공 221편 충돌 사고

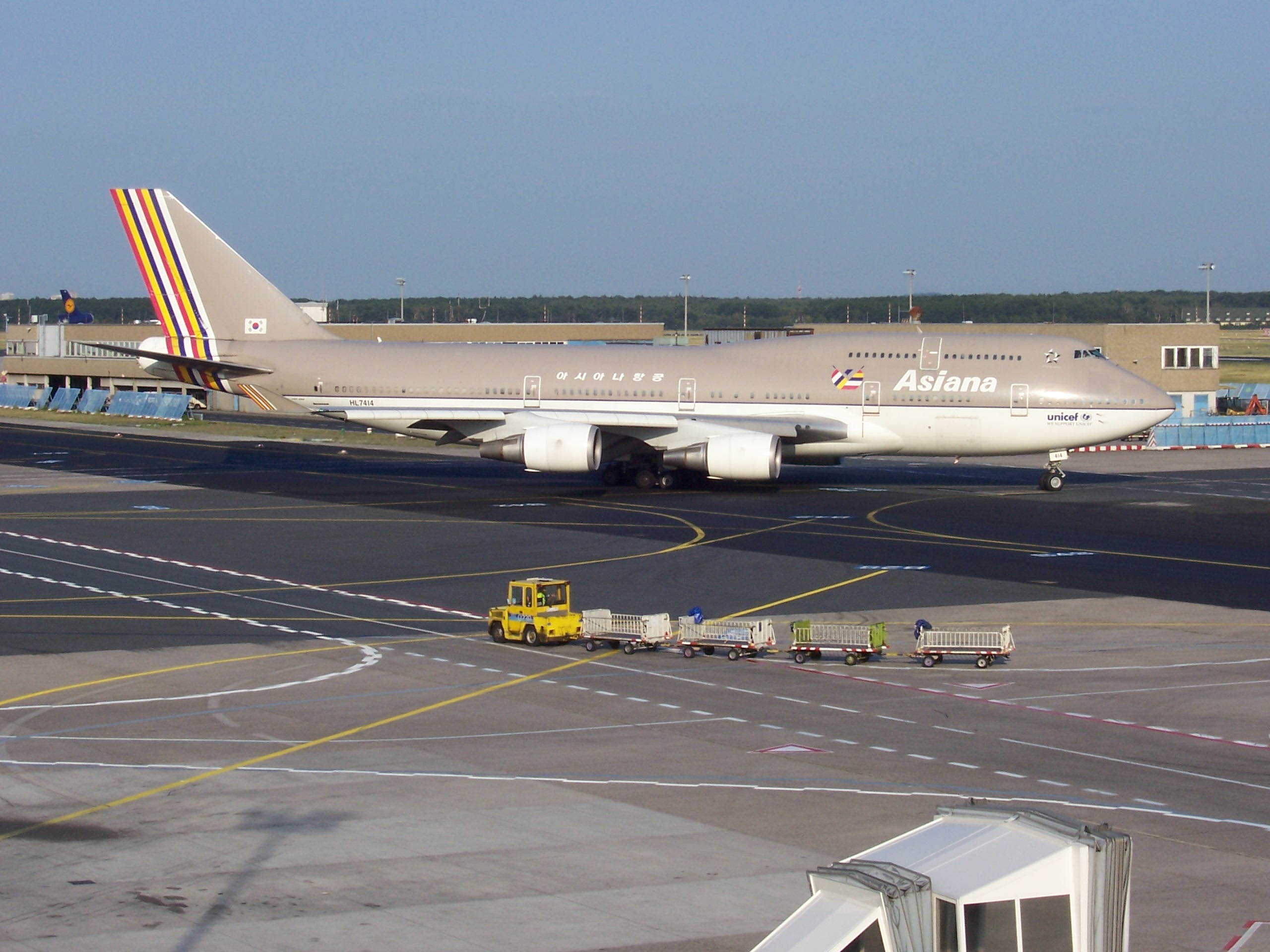
아시아나항공 보잉 747-400M (HL7414)

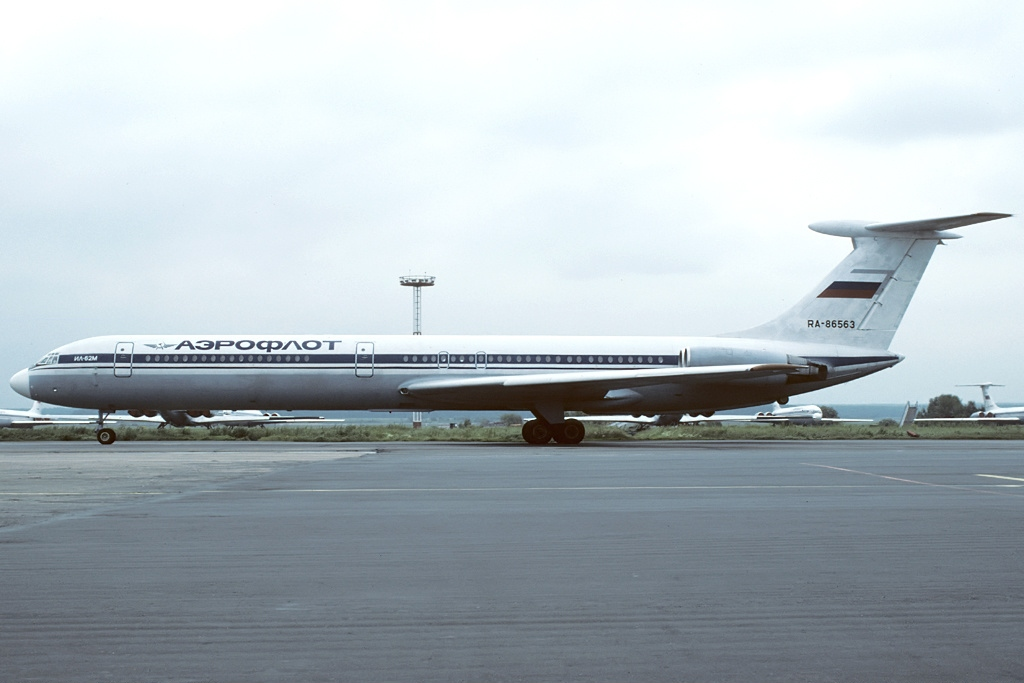
아에로플로트 Il-62M

아시아나항공 221편 충돌 사고는 1998년 11월 11일, 테드 스티븐스 앵커리지 국제공항에서 아시아나항공과 아에로플로트와 충돌한 사고이다.

## 개요
아시아나항공 221편의 조종사가 활주로에서의 규정 이동속도인 10노트보다 더 빠른 16노트로 택싱을 하게 되면서 아에로플로트 853편의 꼬리날개를 강타하였다.

## 같이 보기
- 아시아나항공의 사건 및 사고